# Efectul Hall
Efectul Hall este un efect galvanomagnetic observat pentru prima dată de Edwin Herbert Hall în 1880. Acest efect constă în apariția unui câmp electric transversal (denumit câmp electric Hall EH) și a unei diferențe de potențial într-un metal sau semiconductor parcurse de un curent electric, atunci când ele sunt introduse într-un câmp magnetic, perpendicular pe direcția curentului.

## Teorie
Efectul Hall apare întotdeauna când un conductor sau un semiconductor, traversat de un curent electric, este supus acțiunii unui câmp magnetic perpendicular pe direcția curentului și se manifestă prin apariția unei tensiuni, denumită tensiune Hall. 
Fie o lamelă străbătută de curentul I, care are o concentrație n în purtătorii de sarcină. Sub acțiunea cîmpului magnetic, asupra fiecărui purtător de sarcină q va acționa forța F=q*v*B datorită căreia aceștia vor fi deviați după o direcție perpendiculară pe planul format de v și B. Între aceste fețe va apărea o tensiune Hall UH, care va crea un câmp EH=UH/b. Acest câmp dă naștere unei forțe FH=q*EH, care se opune deplasării purtătorilor, iar la echilibru cele două forțe fiind egale, rezultă:
qvB=qEH=qUh/b. 
Exprimând pe I în funcție de concentrația în purtători de sarcină și de viteză acestora, adică:
I=nqvab, 
se poate exprima valoarea lui v, care da:
UH=BI/nqa. 
Notând 1/nq=RH și denumind-o constanta Hall, se obține în final UH=RHBI/a. 
Rezultă că din cunoașterea lui B, I și a se poate calcula valoarea constantei Hall, care permite să se determine concentrația în purtători de sarcină în cazul diverșilor conductori și semiconductori. 
După semnul constantei Hall se poate determina natura purtătorilor de sarcină din conductori și semiconductori. Astfel, în cazul conductorilor și semiconductorilor de tip n, RH<o, în timp ce pentru semiconductori p, RH>0. 
În cazul metalelor, purtătorii de sarcină fiind electronii liberi, constanta Hall ar trebui să fie negativă. Determinările experimentale dau însă în cazul unor metale valori negative pentru RH, în timp ce la alte metale dă valori pozitive pentru RH. Aceste rezultate nu trebuie înțelese în sensul că există metale la care purtătorii de sarcină sunt pozitivi, ci în cazul metalelor ce prezintă o constantă Hall pozitivă trebuie să se ia în considerare atât influența rețelei cristaline asupra mișcării electronilor liberi, cât și a deficitului de electroni din unele benzi energetice permise (cadmiu, cobalt, fier, zinc). 
Un calcul mai riguros al constantei Hall, ținând cont de influența rețelei cristaline, dă o valoare puțin diferită în comparație cu cea dedusă mai sus: RH=A/nq, unde A este o constantă a cărei mărime depinde de structura cristalului și valoarea ei este cuprinsă între 1 și 2. În cazul unui semiconductor cu două tipuri de purtători de sarcină, se poate arăta că valoarea constantei Hall este dată de formula: 
- RH=pμ2p - nμ2n/e(pμp+nμn)2,

unde p și n sunt concentrațiile purtătorilor de sarcină pozitivă, respectiv negativă, iar μp și μn sunt mobilitățile purtătorilor.

## Aplicații
Fie că este vorba de conductori metalici sau de semiconductori, tensiunea Hall poate să întrețină într-un circuit exterior un curent electric, ceea ce permite realizarea de generatoare Hall. De asemenea, efectul Hall poate fi folosit pentru măsurarea câmpurilor magnetice, prin traductori Hall. 
Senzorii pe baza efectului Hall sunt folosiți pentru a măsura:
- Câmpuri magnetice;
- Curenți electrici: senzori de curent.
- Senzorii de poziție fără contact, utilizată mai ales în automobile, pentru detectarea poziției față de un ax de rotație (cutie de viteze, ...).
- Senzori Hall în sistemele de măsurare a vitezei în transportul feroviar.
- Senzori Hall sub tastatura instrumentelor muzicale moderne (organe, organe digitale, sintetizatoare), evitându-se astfel uzura, care este des întâlnită la comutatoarele electrice convenționale.